# Garics György (labdarúgó, 1984)
Garics György (Szombathely, 1984. március 8. –) magyar születésű osztrák válogatott labdarúgó, hátvéd. Apja, idősebb Garics György szintén labdarúgó.

## Pályafutása
Noha Magyarországon született, Garics a hivatásos labdarúgó pályafutását Ausztriában kezdte 2002-ben a Rapid Wienben; az első szezonjában tizenévesként két fellépése volt.
A 2004-05-ös idényre a fiatal védő az első csapatnak a jelentős tagjává vált, amikor a Rapid Wien megnyerte az osztrák Bundesligát, az idő tájt a 21 éven aluli (U21-es) osztrák-válogatottnak a csapatkapitánya volt.
81 mérkőzést játszott a Rapid Wienben, és 1 gólt szerzett, majd eladták az olasz SSC Napolinak, ahol 2006. szeptember 23-án mutatkozott be a Triestina ellen. Röviddel utána meghívták a nemzeti csapatba, 2006. október 6-án debütált az osztrák labdarúgó-válogatottban Liechtenstein ellen, ahol megszerezte az első válogatott gólját.
A 2008-as labdarúgó-Európa-bajnokságon az osztrák keret tagja volt és a németek elleni 3. meccsen kezdő volt.
2008 júliusában egyéves kölcsönbe került a Napoli-tól az Atalanta csapatához. 2010. augusztus 10-én igazolt a Bologna FC csapatához.
2017 nyarán bejelentette visszavonulását.

## Sikerei, díjai
Rapid Wien
- Osztrák bajnok (2004–05)